# 歌連臣角炮台

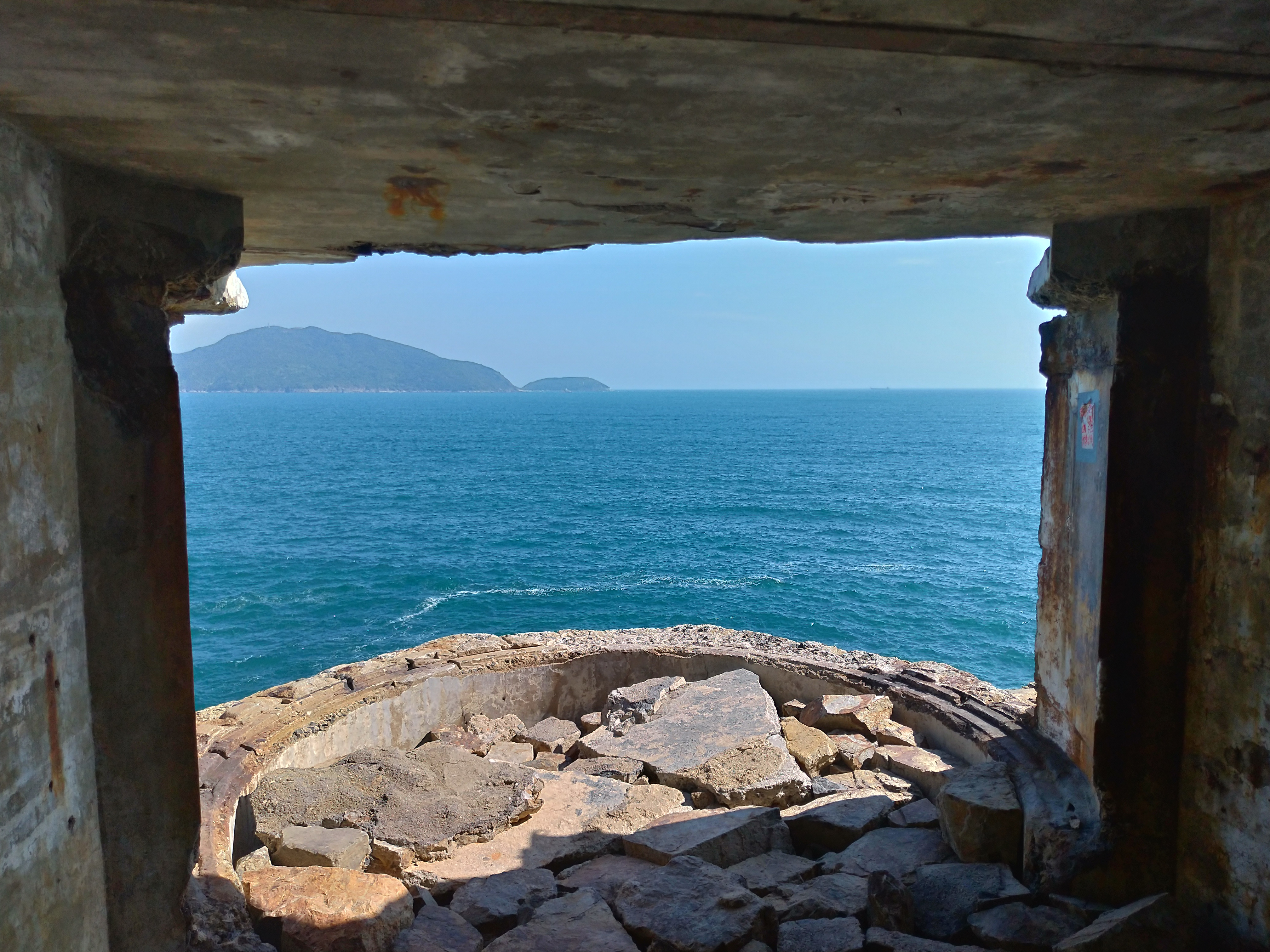
從歌連臣角炮台探照燈掩體往外望的景觀

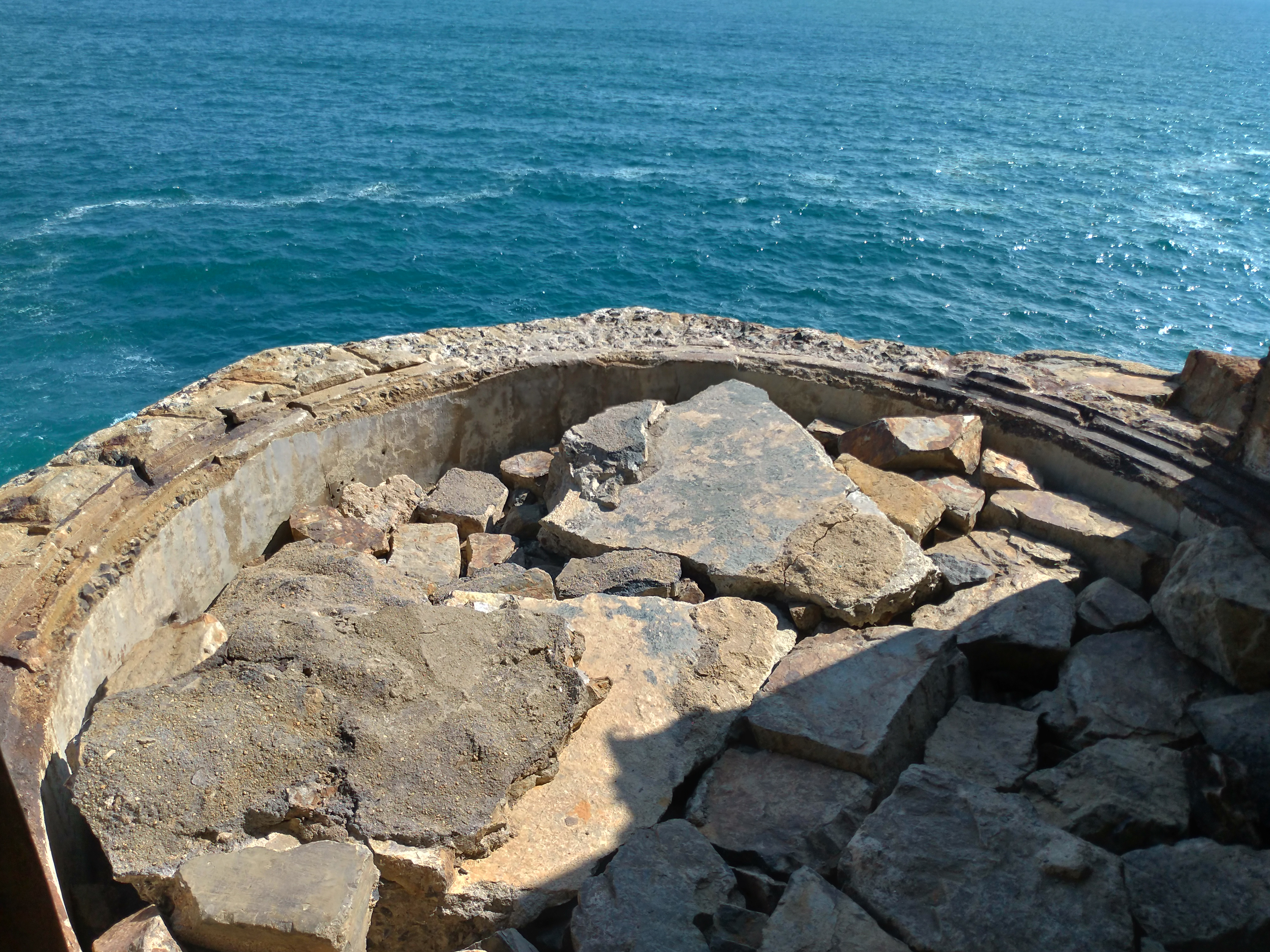
歌連臣角炮台探照燈掩體的頂部已出現局部倒塌，在掩體前部的地面留下瓦礫

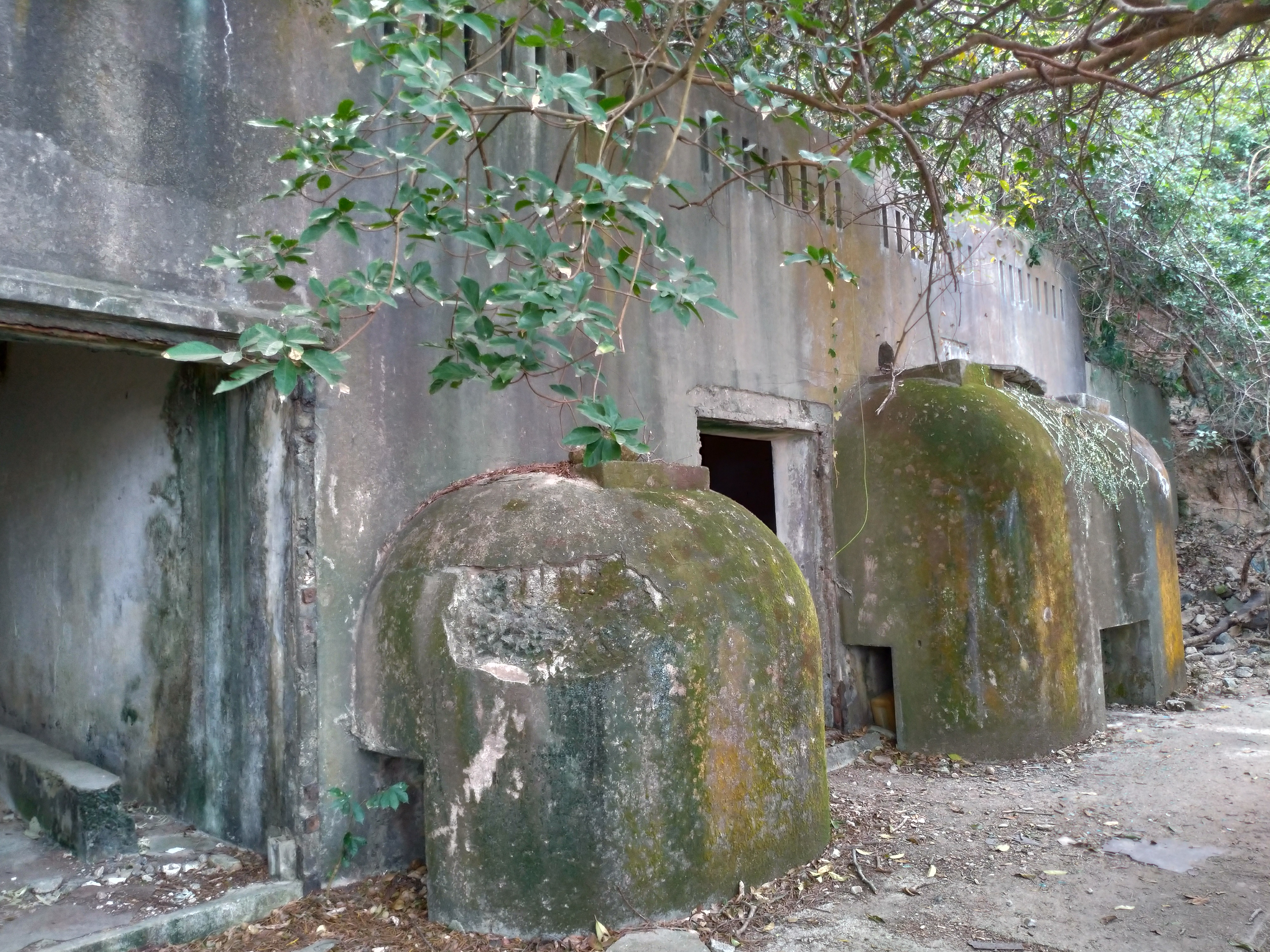
歌連臣角炮台的探照燈發電站，建有圓弧形設計的防護牆，用以保護發電碉堡的通風口

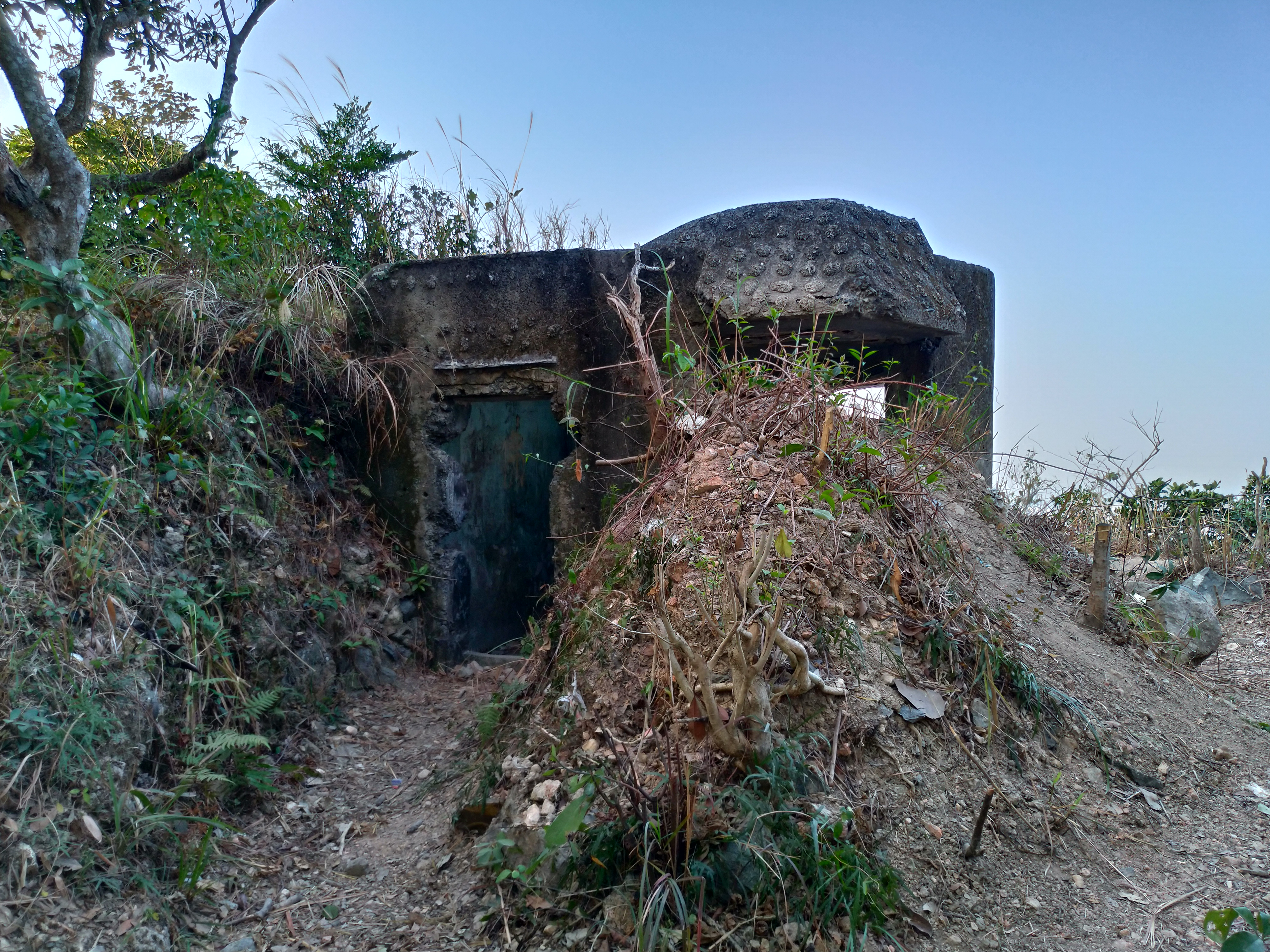
在砵甸乍山上的瞭望塔

歌連臣角炮台（英語：Cape Collinson Battery），又稱哥連臣角炮台或黑角頭炮台，位於香港島東區歌連臣角，是駐港英軍為加強香港島東部海岸的防守，而於1938年建成的海防炮台，炮台在二戰後被廢棄，只有部分建築物保留至今。

## 歷史

### 籌劃及建造
踏入1930年代中期，隨著國際局勢日益緊張，駐港英軍決定在香港島加建多座炮台，以加強香港島的防衛。歌連臣角炮台於1936年動工，1938年12月完工。1939年，兩門6吋後裝海防炮被安裝在炮台，這兩門6吋海防炮原是安裝在昂船洲西炮台，因為英軍在1930年代後期修改防衛計劃，改為以保衛香港島為核心，兩門海防炮因而被轉移至此。兩門6吋海防炮的炮位建於砵甸乍山上，在砵甸乍山的山頂設有炮台觀測站，可觀察駛經香港島東部或經由鯉魚門進出維多利亞港的船隻。在歌連臣角海岸的石灘上，建有由混凝土掩體保護的探照燈，可用於夜間搜索可疑船隻或在交戰時進行射擊標示，而在探照燈對上的山腰則建有為探照燈供電的發電站，發電站位於碉堡之內。碉堡的正面建有呈圓弧形曲面設計的防護牆，用以遮掩發電站的通風口，避免敵軍的炮彈或炸彈爆炸產生的碎片，直接經由通風口射入發電碉堡內，降低交戰時發電站被敵軍火力癱瘓的機會。

### 二戰時期
1941年12月8日，日本發動太平洋戰爭並入侵香港，香港保衛戰爆發。日軍於12月18日晚上在香港島東北岸登陸，之後向香港島西部及南部步步進迫。12月19日，面對人力物力皆佔優的日軍，港島東旅指揮官華里士准將決定收縮防線，將守軍餘下的大部分兵力集中到赤柱半島一帶，以便以赤柱炮台為核心組織更有效的抵抗。駐守炮台的守軍接到撤退指令後隨即破壞炮台設施，避免炮台被日軍利用。

### 戰後廢棄及成為景點
1945年8月香港重光，歌連臣角炮台因為沒有實際需要而被廢棄，炮台的設施亦被移除，炮台所在的部分地段之後被改作監獄用途，並於1958年9月建成歌連臣角懲教所，炮台有部分遺跡因而位於懲教所的範圍內，而在山上的觀測站則仍在砵甸乍山上。至於在海邊的兩個探照燈掩體，因爲位處海岸崖邊，容易受到海水及強風的影響而出現風化和侵蝕，而且多年失修，其中一個探照燈掩體已經倒塌，而另一個探照燈掩體的頂部亦出現局部倒塌。由於近年媒體對這類戰時建築的郊遊介紹增加，部分臨海的碉堡及掩體，因爲可以飽覽寬闊海景而吸引大批遊人到場拍攝或自拍「打卡」，歌連臣角炮台的臨海探照燈掩體亦成爲旅遊熱點，惟有部分遊人卻無視這類歷史建築已多年失修的情況，為了滿足自拍「打卡」的慾望，於是爬到碉堡或掩體的頂部，作出跳躍或懸掛等動作，加劇建築結構的老化和損壞，亦有部分遊人未有珍惜歷史建築，利用碉堡或掩體進行野餐活動。研究軍事建築多年的香港大學房地產及建設系教授黎偉聰呼籲遊人要愛惜文物，並表示「市民對文物都有責任，已經爛緊就唔好再加劇破壞，影相時亦唔好做出危險動作，影響安全。」